# 草莓派
草莓派（英語：Strawberry pie，又稱草莓餡餅）是一款主要由草莓組成的西式水果餡餅，餡料主要材料是草莓。在西方，很多正式場合都會用上草莓派款待客人，其表面覆蓋了草莓，內餡通常會有切碎的草莓粒及卡士達。製作草莓派時人們通常會加上糖、鮮奶油及黄油等調味品，甚至加上其他水果如乾酪和一些白兰地（或兰姆酒）等；若使用新鮮的草莓，需要注意草莓不易儲存而影響保存期。

## 成分
草莓派主要是由草莓、食糖及餅皮組成，有時會添加明膠及蘭姆酒。草莓派大约70％的重量是來自草莓，而且通常會搭配新鮮奶油或冰淇淋食用。

## 其它
一款相關的點心是草莓大黃餡餅，這是一款使用草莓作為甜味劑的大黃餡餅。